# Sebastian Roché
Sebastian Roché (Párizs, 1964. augusztus 4.–) francia színész.

## Fiatalkora
1964. augusztus 4-én született Párizsban. Skót és francia felmenőkkel egyaránt rendelkezik. Négy nyelven beszél folyékonyan: francia, angol, olasz és spanyol. A General Hospital című szappanoperában orosz, spanyol és francia nyelven, míg az Odüsszeia című sorozat pilot epizódjában francia nyelven beszélt. Nagy színházi tapasztalattal rendelkezik, sok ismert színdarabban játszott, ezek közül említésre méltó a Salome Al Pacino oldalán, Titus Andronicus és The Green Bird Julie Taymor oldalán, Hamlet, Fegyver és vitéz, Macbeth, Mirandolina, Trainspotting, stb. 
A neves állami színművészeti konzervatóriumban (Conservatoire national supérieur d’art dramatique, CNSAD) diplomázott.

## Pályafutása
Miután 1989-ben a konzervatóriumban lediplomázott, francia színházakban, filmekben és sorozatokban kezdett játszani olyan színészek mellett, mint Michel Serrault, Isabelle Huppert és Béatrice Dalle. 1992-ben költözött az Egyesült Államokba és azóta is ott dolgozik, olyan színészek mellett dolgozva, mint Al Pacino, Julie Taymor, Mark Lamos, és még sokan mások. Számos televíziós munkája között fellelhető a Law & Order, New York Undercover, Szex és New York, Merlin, Átkelés, Ördögi nyomozó, Bűbájos boszorkák, Alias, CSI: A helyszínelők, Az egység, Never Get Outta the Boat, We Fight to be Free, és a General Hospital. Szerepelt még a What We Do Is Secret című filmben Shane Westtel, a New York-i szerenádban Freddie Prinze Jr. karöltve, valamint a Beowulf – Legendák lovagja című filmben Anthony Hopkins, John Malkovich, és Angelina Jolie oldalán.
1997-ben, megkapta Longinus szerepét az egy évadot megélt Conor, a kelta című sorozatban, ahol Heath Ledger ellenfeleként egy rossz szándékú mágust alakított, egészen a sorozat befejezéséig. 2002-ben kapta meg Kurt Mendel szerepét az Odüsszeia című sci-fi sorozatban, amiben annak 2004-es befejezéséig szerepelt.
Feltűnt a General Hospital című népszerű amerikai szappanoperában is, ahol egy Jerry Jacks nevű terrorista szerepét kellett eljátszania, aki eleinte James Craig álnéven bukkant fel. 2007 áprilisában bejelentették, hogy egy frissen kötött szerződés értelmében a Roché által játszott karakter rendszeresen visszatér majd a sorozatba a belátható jövőben. Az első szerződéses megjelenése 2007. április 23-án történt meg, ami egybeesett a karakter valódi személyazonosságának felfedésével is. 2009-re azonban a karaktere már csak alig tűnt fel a képernyőn, végül ki is írták a sorozatból.  Az általa játszott szerep azonban nem szűnt meg, többször is újra feltűnt a sorozatban, először 2010-ben, majd 2012-ben.
Roché játszotta Wulfgar szerepét a 2007-es Beowulf – Legendák lovagja című animációs filmben, amely az azonos című epikus költemény alapján készült. Feltűnt ezen kívül a A mentalista című sorozatban Shirali Arlovként valamint John Quinnként a 24: Redemption és a "24" című epizódjaiban is. Szerepet kapott a Happy Tears című független filmben Demi Moore és Parker Posey mellett, valamint 2011-ben a Steven Spielberg által rendezett Tintin kalandjaiban.
Roché újabb szerepet kapott a Odaát című sorozat hatodik évadában. Roché egy Balthazár nevű szélhámos angyalt játszik, aki gyakran szarkasztikus, minden helyzetben képes viccelődni, és kevés toleranciát tanúsít az emberek iránt.
A rejtély című sorozatban, Roché a párhuzamos univerzumból érkező alakváltók vezérét, Thomas Jerome Newtont alakítja. A karaktere a második és a harmadik évad epizódjaiban egyaránt felbukkant.
Szerepet kapott még a közelmúltban a Vámpírnaplók valamint a Gyilkos elmék című sorozatok több epizódjában is.
The Originals-A Sötétség Kora című sorozatban is szerepet kapott Mikael Mikaelson néven.

## Magánélete
A Conor, a kelta című sorozat forgatásán ismerkedett össze Vera Farmiga színésznővel, akivel 1997-ben házasodtak össze. Házasságuk 2005-ben válással végződött.
Fiatalkorában hat évet töltött egy vitorláshajón családjával. Franciaországból indulva körbehajózták a Földközi-tengert, Afrikát, Észak-Amerikát és a Karib-szigeteket.
Gyakran összekeverik őt a híres séffel, Gordon Ramsay-vel.

## Filmográfia

### Film
| Év   | Magyar cím                            | Eredeti cím                                | Szerep                                   | Magyar hang    |
| ---- | ------------------------------------- | ------------------------------------------ | ---------------------------------------- | -------------- |
| 1988 |                                       | Adieu je t'aime                            | Thierry                                  |                |
| 1988 |                                       | La queue de la comète                      | Joachim, le frère d'Alice                |                |
| 1989 | A francia forradalom                  | La Révolution française                    | Dreux-Brézé márki                        |                |
| 1990 |                                       | La vengeance d'une femme                   | Le dealer                                |                |
| 1991 | Csin-csin                             | Cin cin                                    | színész (stáblistán nem szerepel)        |                |
| 1992 | Az utolsó mohikán                     | The Last of the Mohicans                   | Martin                                   |                |
| 1993 |                                       | Household Saints                           | Jézus                                    |                |
| 1995 |                                       | Loungers                                   | James                                    |                |
| 1997 | Peacemaker                            | The Peacemaker                             | Hans                                     |                |
| 1998 |                                       | Into My Heart                              | Chris                                    |                |
| 2001 | 15 perc hírnév                        | 15 Minutes                                 | Ludwig a fodrász                         |                |
| 2002 |                                       | Never Get Outta the Boat                   | Soren                                    |                |
| 2005 |                                       | Sorry, Haters                              | Mick Sutcliffe (stáblistán nem szerepel) |                |
| 2005 |                                       | Seagull                                    | Sebastian                                |                |
| 2006 | Idegen név                            | The Namesake                               | Pierre Desjardins                        |                |
| 2007 | Beowulf – Legendák lovagja            | Beowulf                                    | Wulfgar                                  | Jantyik Csaba  |
| 2007 | New York-i szerenád                   | New York City Serenade                     | Noam Broder                              | Bodrogi Attila |
| 2007 |                                       | What We Do Is Secret                       | Claude Bessy                             |                |
| 2009 |                                       | Happy Tears                                | Laurent                                  |                |
| 2011 | Tintin kalandjai                      | The Adventures of Tintin                   | Pedro                                    |                |
| 2012 | Védhetetlen                           | Safe House                                 | Heissler (stáblistán nem szerepel)       |                |
| 2012 | Gazdátlanul Mexikóban 3.              | Beverly Hills Chihuahua 3: Viva la Fiesta! | Frank Didier séf                         | Háda János     |
| 2013 | A vérfarkas                           | Wer                                        | Klaus Pistor                             | Sarádi Zsolt   |
| 2014 | Sírok között                          | A Walk Among the Tombstones                | Yuri Landau                              | Józsa Imre     |
| 2014 |                                       | Phantom Halo                               | Warren Emerson                           |                |
| 2017 |                                       | Negative                                   | Rodney                                   |                |
| 2017 |                                       | We Love You, Sally Carmichael!             | Perry Quinn                              |                |
| 2019 | Six Underground – Hatan az alvilágból | Six Underground                            | ügyvéd                                   |                |
| 2022 | Hőség                                 | Burning at Both Ends                       | Klaus Jager                              | Megyeri János  |

### Televízió

#### Tévéfilm
| Év   | Magyar cím                         | Eredeti cím                       | Szerep                          | Magyar hang     |
| ---- | ---------------------------------- | --------------------------------- | ------------------------------- | --------------- |
| 1986 | A Morgue utcai gyilkosság          | The Murders in the Rue Morgue     | Henri (stáblistán nem szerepel) |                 |
| 1991 |                                    | L'huissier                        | Gabriel                         |                 |
| 1998 | Meztelen város – A golyó története | Naked City: Justice with a Bullet | Marco                           | Széles László   |
| 1999 | Hunley – Harc a tenger alatt       | The Hunley                        | Collins                         |                 |
| 2000 | Jövevény                           | Baby                              | Rebel Clark                     |                 |
| 2000 | Átkelés                            | The Crossing                      | John Glover ezredes             | Fazekas István  |
| 2001 | Menedék a halálból                 | Haven                             | Johan                           | Dányi Krisztián |
| 2008 | 24 – A szabadulás                  | 24: Redemption                    | John Quinn                      |                 |
| 2012 |                                    | Pegasus Vs. Chimera               | Belleros                        |                 |

#### Sorozat
| Év        | Magyar cím                               | Eredeti cím                                    | Szerep                                 | Megjegyzések                                              |
| --------- | ---------------------------------------- | ---------------------------------------------- | -------------------------------------- | --------------------------------------------------------- |
| 1987      |                                          | Bonjour maître                                 | Jerry                                  | minisorozat                                               |
| 1989      |                                          | La grande cabriole                             | William                                | minisorozat (4 epizód)                                    |
| 1989–1991 |                                          | The Hitchhiker                                 | Glenn Birch                            | 2 epizód                                                  |
| 1992      |                                          | Le Lyonnais                                    | ismeretlen szerep                      | 1 epizód                                                  |
| 1992      |                                          | Loving                                         | Peter Rogers                           | 4 epizód                                                  |
| 1993      |                                          | South Beach                                    | Boronsky                               | 1 epizód                                                  |
| 1993–1999 | Esküdt ellenségek                        | Law & Order                                    | Clarence Carmichael / Ken Taylor       | 2 epizód                                                  |
| 1996      | Veszélyes küldetés                       | New York Undercover                            | Domenick Rallo                         | 1 epizód                                                  |
| 1996      |                                          | Swift Justice                                  | Tony Jacks                             | 1 epizód                                                  |
| 1997      |                                          | Liberty! The American Revolution               | Gilbert du Motier de La Fayette        | 1 epizód                                                  |
| 1997      | Conor, a kelta                           | Roar                                           | Longinus                               | 13 epizód                                                 |
| 1997      |                                          | Feds                                           | Domenick Rallo                         | 1 epizód                                                  |
| 1997      |                                          | Dellaventura                                   | Van Kelk                               | 1 epizód                                                  |
| 1998      | Szex és New York                         | Sex and the City                               | Jerry                                  | 1 epizód                                                  |
| 1998      | Merlin                                   | Merlin                                         | Sir Gawain                             | minisorozat (2 epizód)                                    |
| 2001      | New York sűrűjében                       | Big Apple                                      | Vlad                                   | 4 epizód                                                  |
| 2001      |                                          | Benjamin Franklin                              | Vicomte                                | minisorozat (3 epizód)                                    |
| 2002–2003 |                                          | Odyssey 5                                      | Kurt Mendel                            | 19 epizód                                                 |
| 2004      | Ördögi nyomozó                           | Touching Evil                                  | Stephan Laney                          | 1 epizód                                                  |
| 2004      | Földtenger kalandorai                    | Legend of Earthsea                             | King Tygath                            | - minisorozat (2 epizód) - magyar hangja: - Széles László |
| 2005      | CSI: A helyszínelők                      | CSI: Crime Scene Investigation                 | Josh Frost / Moriarty                  | 1 epizód                                                  |
| 2005      | Bűbájos boszorkák                        | Charmed                                        | varázsló                               | 1 epizód                                                  |
| 2005      |                                          | Nova                                           | Louis Blériot                          | 1 epizód                                                  |
| 2005      | Alias                                    | Alias                                          | Willem Karg                            | 1 epizód                                                  |
| 2006      | Az egység                                | The Unit                                       | Leclerq ezredes                        | 1 epizód                                                  |
| 2007–2015 |                                          | General Hospital                               | James Craig / Jerry Jacks              | 319 epizód                                                |
| 2009      | A mentalista                             | The Mentalist                                  | Shirali Arlov                          | 1 epizód                                                  |
| 2009      | 24                                       | 24                                             | John Quinn                             | 2 epizód                                                  |
| 2009      |                                          | The Beautiful Life: TBL                        | Nikolai Marinelli                      | 1 epizód                                                  |
| 2009–2010 | A rejtély                                | Fringe                                         | Thomas Jerome Newton                   | 10 epizód                                                 |
| 2010–2011 | Odaát                                    | Supernatural                                   | Balthazar                              | 6 epizód                                                  |
| 2011      | Vámpírnaplók                             | 'The Vampire Diaries                           | Mikael                                 | 5 epizód                                                  |
| 2011–2012 | Gyilkos elmék                            | Criminal Minds                                 | Clyde Easter                           | 3 epizód                                                  |
| 2012      | Felejthetetlen                           | Unforgettable                                  | Victor Cushman                         | 1 epizód                                                  |
| 2012      | Grimm                                    | Grimm                                          | Edgar Waltz                            | 1 epizód                                                  |
| 2013      | Minden lében négy kanál                  | Burn Notice                                    | Roger Steele                           | 1 epizód                                                  |
| 2013–2018 | The Originals – A sötétség kora          | The Originals                                  | Mikael Mikaelson                       | 16 epizód                                                 |
| 2014      | Botrány                                  | Scandal                                        | Dominic Bell                           | 2 epizód                                                  |
| 2015      | Egyszer volt, hol nem volt               | Once Upon a Time                               | Stefan király                          | 1 epizód                                                  |
| 2015      |                                          | The Mystery of Matter: Search for the Elements | Pierre Curie                           | 1 epizód                                                  |
| 2015      | NCIS: Los Angeles                        | NCIS: Los Angeles                              | Lee Ashman                             | 1 epizód                                                  |
| 2016      | Luxusdoki                                | Royal Pains                                    | Guy Childs                             | 2 epizód                                                  |
| 2016      | Dr. Csont                                | Bones                                          | Rousseau felügyelő                     | 1 epizód                                                  |
| 2016      | Az ifjú pápa                             | The Young Pope                                 | Michel Marivaux bíboros                | - 5 epizód - magyar hangja: - Dunai Tamás                 |
| 2016–2018 | Az ember a Fellegvárban                  | The Man in the High Castle                     | Martin Heusmann                        | 7 epizód                                                  |
| 2017      |                                          | Valor                                          | Orson Lavoy                            | 1 epizód                                                  |
| 2018      | Géniusz                                  | Genius                                         | Emile Gilot                            | 5 epizód                                                  |
| 2018      | Esküdt ellenségek: Különleges ügyosztály | Law & Order: Special Victims Unit              | Arlo Beck                              | 1 epizód                                                  |
| 2019      |                                          | Strange Angel                                  | Thompson professzor                    | 1 epizód                                                  |
| 2019–2020 | Batwoman                                 | Batwoman                                       | Dr. Ethan Campbell / August Cartwright | 4 epizód                                                  |
| 2020      | MacGyver                                 | MacGyver                                       | Hannibal                               | 1 epizód                                                  |
| 2021      |                                          | Debris                                         | Brill                                  | 3 epizód                                                  |
| 2021      | Végtelen égbolt                          | Big Sky                                        | John Wagy seriff                       | 6 epizód                                                  |
| 2021      | Magnum                                   | Magnum P.I.                                    | Zev Marker                             | 1 epizód                                                  |
| 2022      | Guillermo del Toro: Rémségek tára        | Guillermo del Toro's Cabinet of Curiosities    | Roland                                 | - 1 epizód - magyar hangja: - Rosta Sándor                |
| 2022      | 1923                                     | 1923                                           | Renaud atya                            | - minisorozat - magyar hangja: - Seder Gábor              |
| 2024      | A könnyek királynője                     | Queen of Tears                                 | Dr. Liam Braun                         | 4 epizód                                                  |

## Fordítás
- Ez a szócikk részben vagy egészben  a   Sebastian Roché című angol Wikipédia-szócikk fordításán alapul.  Az eredeti cikk szerkesztőit annak laptörténete sorolja fel. Ez a jelzés csupán a megfogalmazás eredetét és a szerzői jogokat jelzi, nem szolgál a cikkben szereplő információk forrásmegjelöléseként.